# Rivière Poussière Ouest
Pour les articles homonymes, voir Poussière (homonymie).
La rivière Poussière Ouest est un tributaire de la rive nord de la rivière Poussière, laquelle se déverse à son tour dans la rivière Dumoine (bassin versant de la rivière des Outaouais). La rivière Poussière Ouest coule dans le territoire non organisé du Lac-Nilgaut, dans la municipalité régionale de comté (MRC) Pontiac, dans la région administrative de Outaouais, au Québec, au Canada.

## Géographie

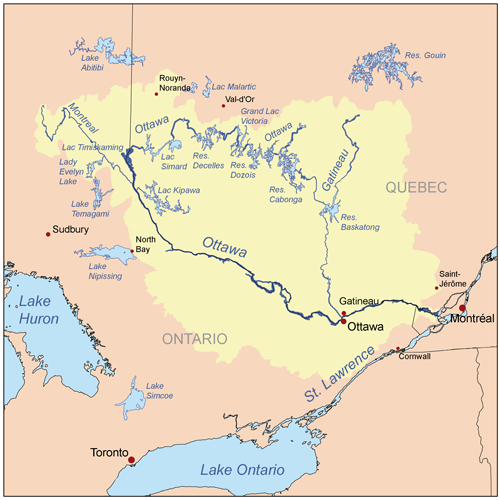
Bassin hydrographique de la rivière des Outaouais.

Les bassins versants voisins de la rivière Poussière Ouest sont :
- côté nord : lac Aumond ;
- côté est : rivière Poussière Nord, rivière Noire ;
- côté sud : rivière Poussière ;
- côté ouest : rivière Dumoine.

Le lac Eaton (longueur : 0,8 km ; altitude : 392 m) constitue le plan d'eau supérieur de la rivière Poussière Ouest. Il est situé à 0,7 km au sud du lac Rochebrune et à 2,2 km au sud des lacs Aumond ; et à 1,1 km au nord du lac L'Isle-Adam.
À partir de l'embouchure du lac Eaton, la rivière Poussière Ouest coule sur 0,7 km vers le nord jusqu'au lac Rochebrune que le courant traverse sur 0,9 km vers l'ouest. Puis la rivière poursuit son cours sur 3,3 km d'abord vers l'ouest puis en traversant le lac Prinsac sur 3,1 km vers le nord.
À partir du lac Prinsac, la rivière Poussière Ouest continue sur 6,9 km vers le sud-ouest, jusqu'à la rive nord du lac d'Eau Morte (longueur : 1,8 km ; altitude : 348 m) que le courant traverse sur 0,5 km vers le nord-ouest. Ce lac reçoit par le sud les eaux du lac Edmonston (altitude : 348 m).
À partir du lac d'Eau Morte, la rivière continue sur 5,3 km vers le nord-ouest, puis vers le sud-ouest, jusqu'à la rive nord du lac Beauclair (altitude : 348 m) que le courant traverse sur 0,4 km vers l'ouest.
À partir du lac Beauclair, la rivière continue son cours sur 10,7 km vers l'ouest, puis vers le sud jusqu'à sa confluence avec la rivière Poussière.

## Toponymie
Le toponyme rivière Poussière Ouest a été officialisé le 5 décembre 1968 à la Commission de toponymie du Québec.